# Armavia
A Armavia (Արմավիա) foi uma companhia aérea da Armênia.
Teve dificuldadades econômicas falindo em 1 de abril de 2013.

## Frota

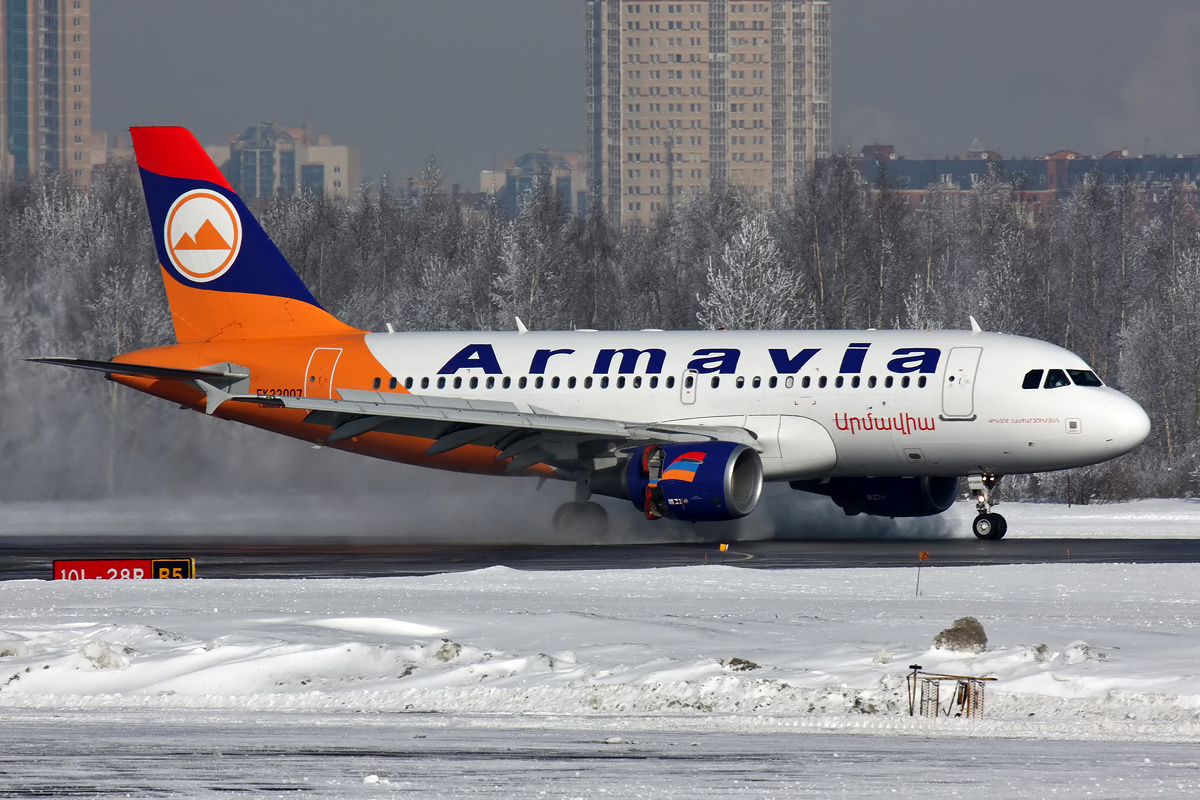
Airbus A319 da Armavia.

Em novembro de 2012.
- 1 Airbus A319
- 2 Airbus A320